# Ginza
För det svenska postorderföretaget uppkallat efter Ginza, se Ginza AB.

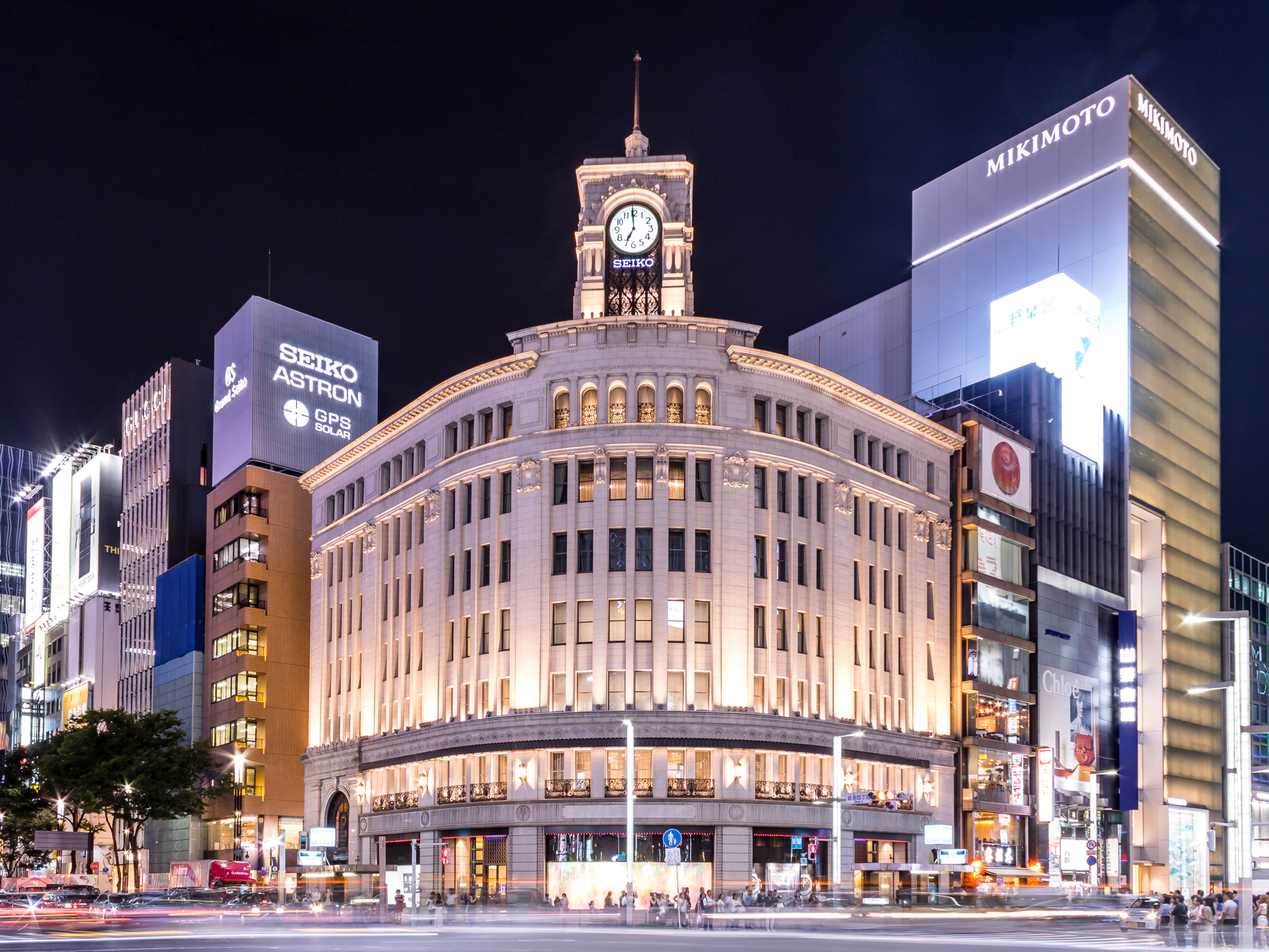
Varuhuset Wakō (2018)

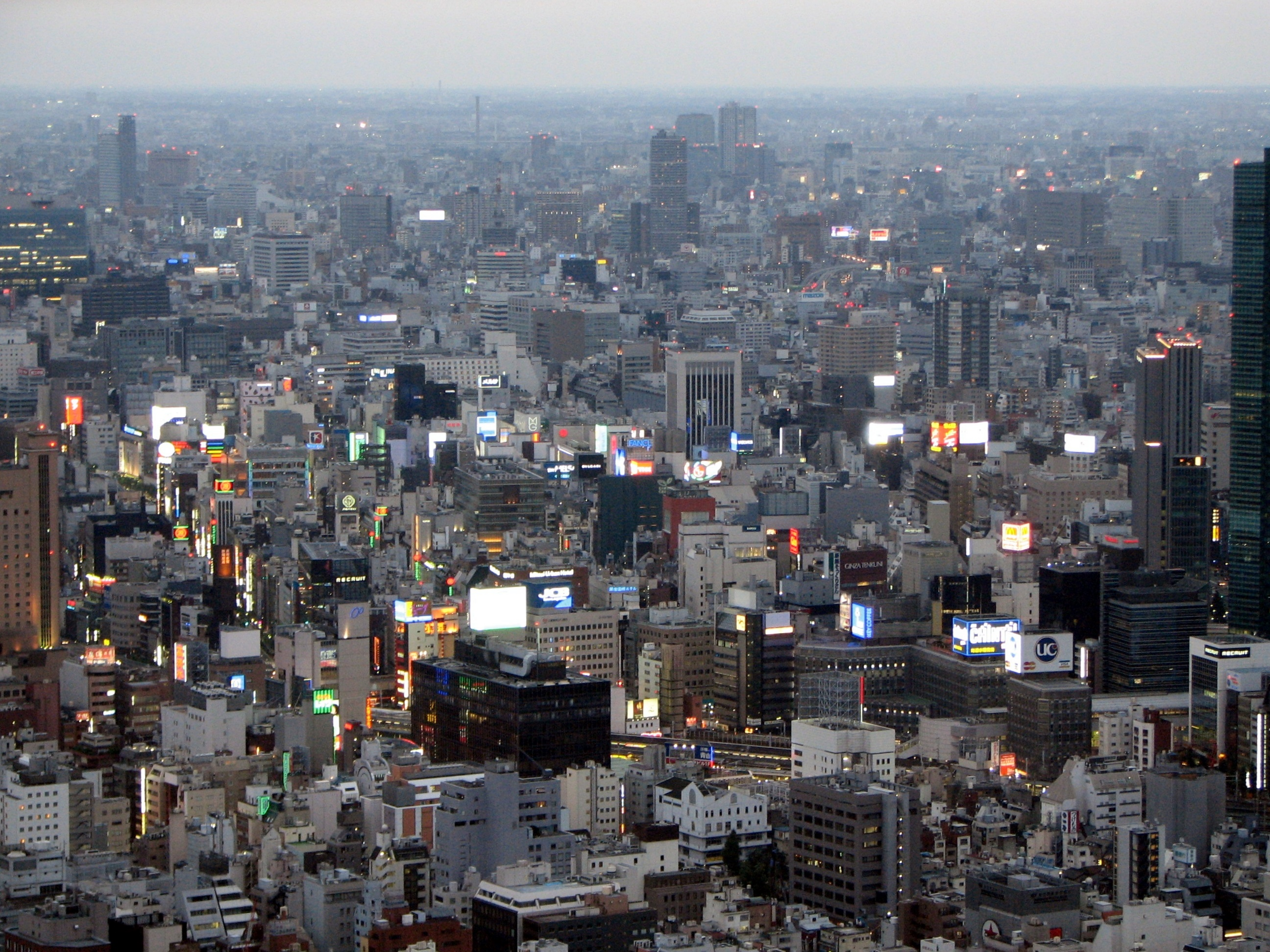
Ginza i skymningen

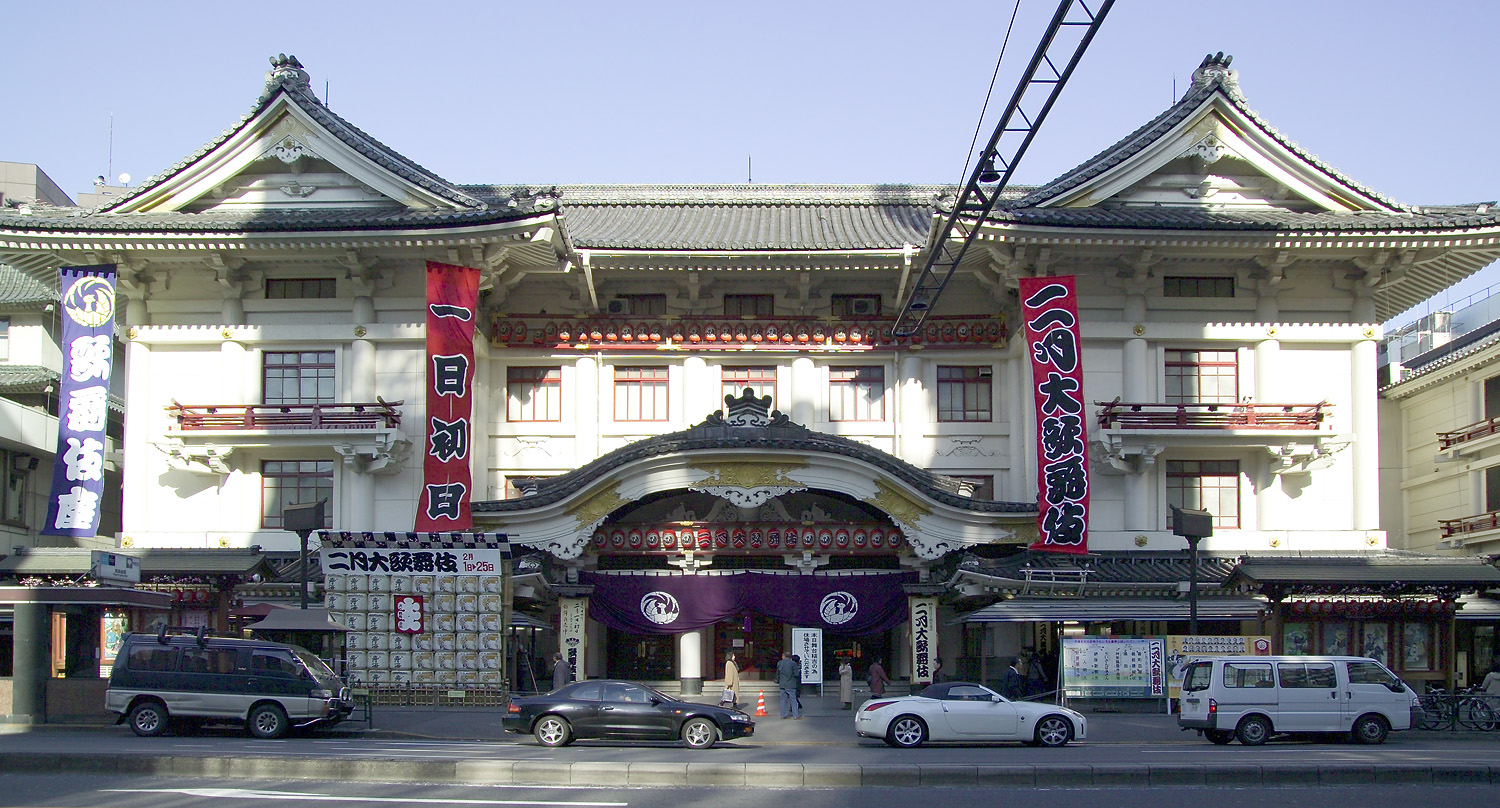
Kabukiza-teatern

Ginza (kanji: 銀座) är ett distrikt och en tunnelbaneknutpunkt i stadsdelskommunen Chūō, Tokyo, känt som en ”finare” del av Tokyo med många varuhus, butiker, restauranger och kaféer.

## Historia

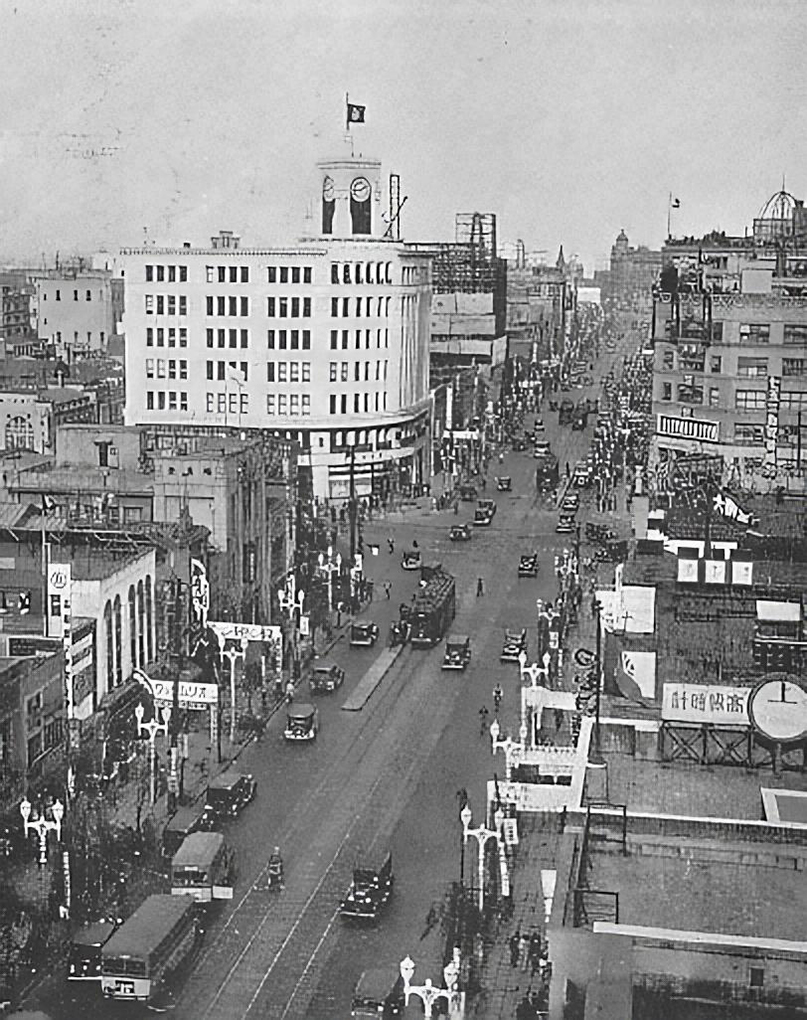
Ginza 1933 med varuhuset Wakō i bakgrunden

Ginza har sitt namn, ”silver-sätet”, efter ett silvermyntslageri som etablerades i området 1612 och är en av Tokyos äldsta stadsdelar, men det moderna Ginza går bara tillbaka till 1872 då området återuppbyggdes efter en omfattande brand. Idag är det ett populärt utflyktsmål, speciellt på helger då den främsta genomfartsleden fungerar som gågata.
Den första tunnelbanelinjen, Ginza-linjen, började att planeras vid decennieskiftet 1920 och hade byggstart 27 september 1925, med Londons tunnelbana som förebild som studerades av affärsmannen Noritsugu Hayakawa (1881–1942) 1914 under en resa i London, och planerades vara färdigbyggd mellan östliga ändstationen Asakusa och Shimbashi station vid invigningen den 30 december 1927, men blev svår att finansiera i efterdyningarna av 1923 års jordbävning och endast en sträcka med fyra stationer (Asakusa, Tawaramachi, Inaricho och Ueno station) kunde invigas. Ginza station öppnades först 3 mars 1934 (och Shimbashi station den 21 juni samma år). Den 15 december 1957 öppnades Ginza station även för den andra tunnelbanelinjen, Marunouchi-linjen, och den 29 augusti 1964 för den fjärde, Hibiyalinjen. Den 30 oktober 1974 öppnades ytterligare en tunnelbanestation på den då invigda Yūrakuchōlinjen, Ginza-itchōme station, som är ansluten till Ginza station (genom underjordiska genomgångar mellan stationerna). Ginza station är därutöver ansluten till ytterligare tre stationer som dock ej officiellt räknas som transferstationer: Östra Ginza (invigd 28 februari 1963 och trafikerad av Hibiyalinjen och Asakusalinjen), Yūrakuchō (trafikerad av Yūrakuchō) och Hibiya (trafikerad av Hibiyalinjen, Chiyodalinjen och Mitalinjen); de två sistnämnda är dock en gemensam transferstation.